# Карбапенемы

Общая структура карбапенемов

Карбапенемы (carbapenems) — класс β-лактамных антибиотиков, с широким спектром действий, имеющие структуру, которая обусловливает их высокую устойчивость к бета-лактамазам. Не устойчивы против нового вида бета-лактамаз NDM1.

## Препараты
|  |  |  |
|  |  |  |

Биапенем — представляет собой антибиотик класса карбапенемов. Активный в отношении анаэробов.
Эртапенем — новый бета-лактамный антибиотик, активный в отношении большинства возбудителей интраабдоминальных инфекций. Отличием его является отсутствие активности против Ps. aeruginosa, Acinetobacter. Используется для лечения тяжелых вне- и внутрибольничных инфекций, не связанных с высоким риском инфицирования этими возбудителями.
Дорипенем — антибиотик широкого спектра действий, относящийся к классу карбапенемов. Эффективен у пациентов с нозокомиальной пневмонией и пневмонией, связанной с искусственной вентиляцией легких.
Фаропенем — бета-лактамный антибиотик, принадлежащий к классу карбапенемов. Используется при остром бактериальном синусите, пневмонии, хроническом бронхите и кожных инфекций.
Меропенем — бета-лактамный антибиотик. Обладает расширенным спектром антимикробного действия, включающим грамотрицательные и грамположительные аэробные и анаэробные микроорганизмы; спектр действия меропенема аналогичен спектру имипенема.
Имипенем — бета-лактамный антибиотик. Активен в отношении аэробных грамположительных бактерий, аэробных грамотрицательных бактерий и анаэробных бактерий. Не активен в отношении грибов.
Тебипенем — одобрен в Японии. 